# O Espectro (1888)
O Espectro: semanário político publicou-se semanalmente entre 1888 e 1889, tendo como tema central a política e governo de Portugal.